# Итаев, Али
Али Итаев (чечен. Итин Iэла; род. 1 января 1968 года, Гой-Чу, Урус-Мартановский район, ЧИАССР, — 12 апреля 1998 года) — командир бригады спецназа ВС ЧРИ, участник первой российско-чеченской войны, удостоен высшей государственной награды Чеченской Республики Ичкерия — орденом: "Честь нации".

## Биография
Али Итаев, по национальности - чеченец из тайпа Хилдехарой, родился 1 января 1968 года в населенном пункте (чеч. Саади-КIотар) Гой-Чу Урус-Мартановского района Чечено-Ингушской АССР. 
Окончил школу в родовом селе. После школы его призвали в армию СССР, получил боевой опыт в советско-афганской войне. 
С началом первой русско-чеченской войны воевал на стороне ЧРИ, руководил разведывательно-диверсионной группой и бригадой спецназа на Юго-Западном фронте Вооруженных Сил Чеченской Республики Ичкерия. Он имел тесные связи с первым президентом ЧРИ Джохаром Дудаевым. 
Он участвовал в известных сражениях первой российско-чеченской войны, включая разгром крупной российской военной колонны у села Ярыш-Марды 16 апреля 1996 года и в боях по взятию Грозного 6 августа 1996 года. За это он был награждён высшей государственной наградой ЧРИ – орденом «Къоман Сий» («Честь Нации»). 
Согласно российским источникам, он причастен к похищению российских журналистов Богатырева, Черняева и других людей. 
По чеченским данным, убит 12 апреля 1998 года российскими спецслужбами. По российской версии, убит в междоусобицах.

## Семья
- В семье Итаевых было двенадцать детей, включая Али. Семь братьев и пять девочек - Луиза, Леча, Юсуп, Раиса, Али, Муса, Ислам, Зара, Иман, Каир и Шамиль[9].